# Szenesfalu
Szenesfalu (Cărbunari), település Romániában, a Bánságban, Krassó-Szörény megyében.

## Fekvése
Illyédtől délre, a Néra forrásvidékén, Máriahavas és Kiskárolyfalva közt fekvő település.

## Története
Szenesfalu nevét 1785-ben említette először oklevél Kohlendorf néven.
1808-ban Kohldorf, 1888-ban Carbunar, 1913-ban Szenesfalu néven írták.
1851-ben Fényes Elek írta a településről:
"Krassó-Szörény vármegyében, 8 katolikus, 592 óhitű lakossal, anyatemplommal, igen hegyes, erdős, köves határral. Földesura a kamara."
1910-ben 1474 lakosából 1469 román volt. Ebből 1469 görögkeleti ortodox volt.
A trianoni békeszerződés előtt Krassó-Szörény vármegye Jámi járásához tartozott.